# Острова Луизиада
Луизиадский архипелаг или Луизиа́ды архипела́г, или Луизиада, или  Острова Луизиада (англ. Louisiade Archipelago) — архипелаг в Тихом океане. Является территорией государства Папуа — Новая Гвинея. Административно входит в состав провинции Милн-Бей региона Папуа.

## География
Острова Луизиада представляют собой группу из десяти крупных вулканических островов, окружённых коралловыми рифами, и ещё около 90 более мелких коралловых островов, расположенных примерно в 200 км к юго-востоку от острова Новая Гвинея. Архипелаг простирается на протяжении 105 км с севера на юг и на 420 км с востока на запад, занимая около 26 тысяч км² морского пространства между Соломоновым морем к северу и Коралловым морем к югу. Общая площадь суши островов Луизиада составляет около 1790 км². Из них крупнейшими являются:
- Ванатинаи — 865,7 км²,
- Россел — 260 км²,
- Мисима — 202,5 км²,
- Сидеиа — 107 км²,
- Басилаки — 100 км²,
- Пана Тинани — 78 км²,
- Панаэте — 30 км².

Климат на островах Луизиада влажный, тропический, поэтому острова архипелага покрыты густой растительностью, в том числе, дождевыми лесами. Местная флора и фауна отличается большим разнообразием. Встречается несколько эндемичных видов.

## История
Европейским первооткрывателем островов является испанский путешественник Луис Ваэс де Торрес, открывший в 1606 году острова Басилаки и Ванатинаи, входящие в состав архипелага, хотя можно предположить, что задолго до него на архипелаге бывали малайские и китайские мореплаватели. В 1768 году острова были вновь открыты уже французским путешественником Луи Антуаном де Бугенвилем, который назвал их в честь французского короля Людовика XV (он же первым открыл остров Россел). В 1793 году мимо островов Луизиада проплыл другой французский путешественник — Жозеф Брюни Д’Антркасто, открывший некоторые острова архипелага, в том числе, остров Мисима. В 1849 году мимо островов проплыл капитан Оуэн Стэнли.
В 1888 году последовала формальная аннексия островов Луизиада Британской империей; острова стали частью Британской Новой Гвинеи (с 1904 года — Территории Папуа под управлением Австралии).
С 1975 года являются частью независимого государства Папуа — Новая Гвинея.